# 라이베리아의 재외공관 목록

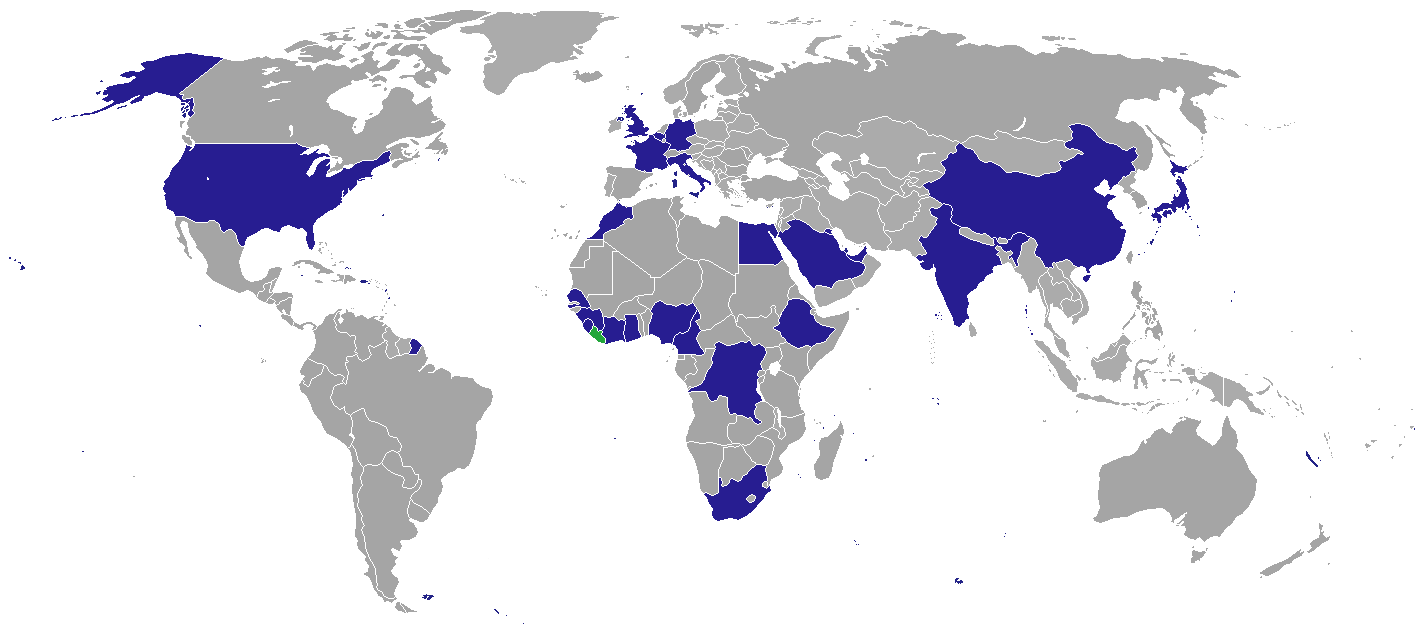
라이베리아의 재외공관

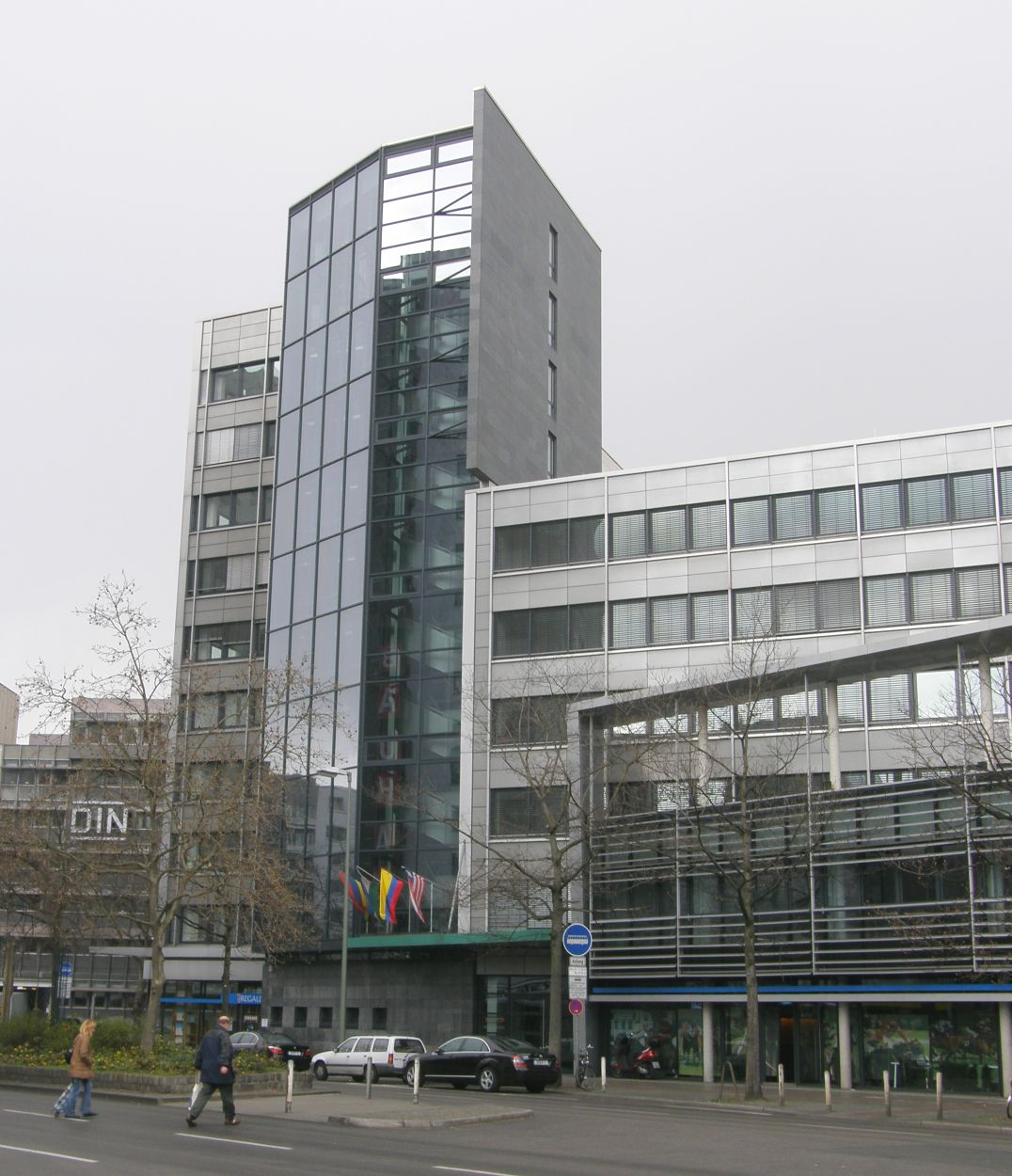
베를린 주재 라이베리아 대사관

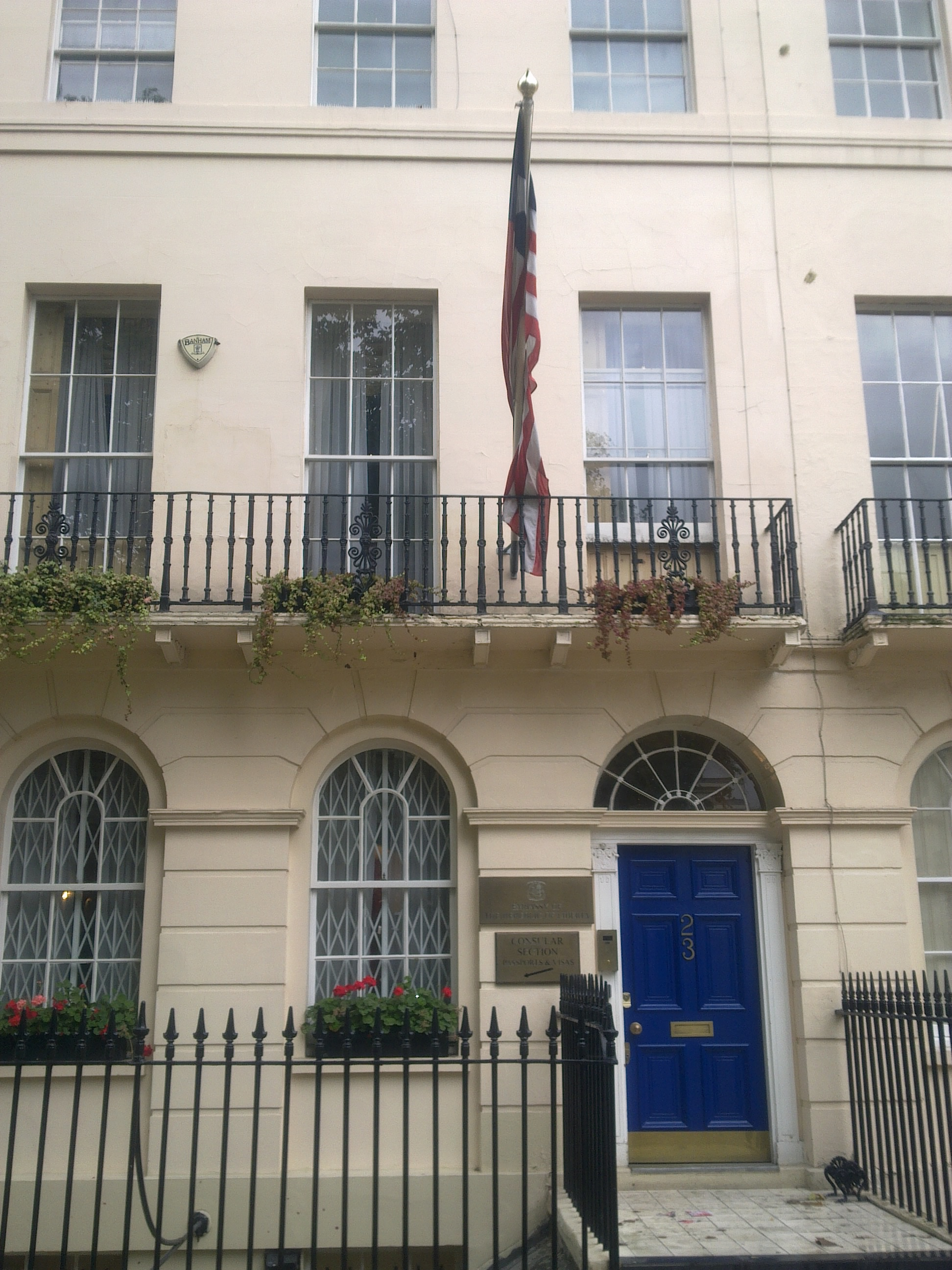
런던 주재 라이베리아 대사관

라이베리아의 재외공관 목록은 라이베리아 주재 대사관을 각국에 상주시켜 놓는 것을 의미하며 라이베리아의 재외공관을 나열한 목록이다.

## 아프리카
- 코트디부아르 : 아비장 (대사관)
- 이집트 : 카이로 (대사관)
- 에티오피아 : 아디스아바바 (대사관)
- 가나 : 아크라 (대사관)
- 기니 : 코나크리 (대사관)
- 리비아 : 트리폴리 (대사관)
- 모로코 : 라바트 (대사관)
- 나이지리아 : 아부자 (대사관)
- 세네갈 : 다카르 (대사관)
- 시에라리온 : 프리타운 (대사관)
- 남아프리카 공화국 : 프리토리아 (대사관)

## 아메리카
- 미국 : 워싱턴 D.C. (대사관)

## 아시아
- 중화인민공화국 : 베이징시 (대사관)
- 일본 : 도쿄도 (대사관)
- 카타르 : 도하 (대사관)

## 유럽
- 벨기에 : 브뤼셀 (대사관)
- 프랑스 : 파리 (대사관)
- 독일 : 베를린 (대사관)
- 이탈리아 : 로마 (대사관)
- 영국 : 런던 (대사관)

## 대표부
- EU 라이베리아 정부 대표부 : 브뤼셀
- UN 라이베리아 정부 대표부 : 뉴욕, 제네바
- UNESCO 라이베리아 정부 대표부 : 파리
- 아프리카 연합 라이베리아 정부 대표부 : 아디스아바바